# IC 450
IC 450 је лентикуларна галаксија у сазвјежђу Жирафа која се налази на листи објеката дубоког неба у Индекс каталогу.
Деклинација објекта је + 74° 25' 39" а ректасцензија 6h 52m 12,3s. Привидна величина (магнитуда) објекта IC 450 износи 13,9 а фотографска магнитуда 14,8. IC 450 је још познат и под ознакама UGC 3547, MCG 12-7-18, MK 6, IRAS 06457+7429, KUG 0645+744, NPM1G +74.0026, CGCG 330-17, PGC 19756.